# Najma Chowdhury
Najma Chowdhury (Sylhet; 26 de febrero de 1942-Daca; 8 de agosto de 2021) fue una feminista y docente bangladesí, pionera en el establecimiento de estudios sobre la mujer en su país. Fundó el Departamento de Estudios sobre la Mujer y el Género de la Universidad de Daca en 2000 y se convirtió en asesora del primer gobierno provisional en 1996. En 2008, se le concedió el premio Ekushey Padak de investigación.

## Biografía

### Primeros años y estudios
Chowdhury nació el 26 de febrero de 1942 en Sylhet. Fue la tercera hija de Chowdhury Imamuzzaman y Amirunnesa Khatun tras la muerte de los dos primeros hijos. Su padre era ingeniero civil. Su etapa escolar comenzó en Assam, India. Luego su familia se mudó a Daca, donde se vinculó académicamente a la Escuela Bidya Mandir y a la Universidad de Daca. Comenzó su carrera como profesora del departamento de ciencias políticas en dicha institución en 1963.

### Carrera
En 1966, obtuvo una beca de la Commonwealth para realizar un doctorado en la Escuela de Estudios Orientales y Africanos en Londres. Después de obtener el doctorado, regresó a su país natal en 1972. Fue presidenta del departamento de ciencias políticas desde 1984 hasta 1987 en la universidad. Introdujo en el departamento cursos relacionados con el empoderamiento de la mujer y el desarrollo.
Con su esfuerzo y el de otros profesores, se estableció el departamento de estudios sobre la mujer y el género en la Universidad de Daca en 2000. Se incorporó al departamento como profesora en 2003 y más tarde fue su presidenta. También fue profesora emérita de la universidad.
Fue asesora del primer gobierno provisional en 1996. Se desempeñó en el ministerio de mujeres y niños y en el ministerio de bienestar social, trabajo y mano de obra. En 1994 publicó un libro con Barbara Nelson titulado Women and Politics Worldwide.

### Fallecimiento
Falleció por complicaciones con COVID-19 el 8 de agosto de 2021 en un hospital de Daca.